# Stygobromus abditus
Stygobromus abditus är en kräftdjursart som beskrevs av John R. Holsinger 1978. Stygobromus abditus ingår i släktet Stygobromus och familjen Crangonyctidae. Inga underarter finns listade i Catalogue of Life.